# Pierre-Alain de Garrigues
Pierre-Alain de Garrigues, dit PADG, né le 24 janvier 1959 à Mimizan, dans les Landes, est un acteur, chanteur et musicien français.
Il a participé à plus de quarante-cinq mille enregistrements en trente-sept ans de carrière[réf. souhaitée], étant l'une des plus grandes voix utilisées dans la publicité et dans le doublage, que ce soit de dessins animés, d'émissions de télévision, de documentaires, de films institutionnels ou de jeux vidéo.

## Biographie
Étudiant en philosophie à l'université de Besançon durant deux ans et jouant déjà dans un groupe de musique amateur, il fait une année sabbatique dans le chalet jurassien de ses parents avec, pour objectif, d'écrire un livre. Obtenant un rendez-vous avec Jean-Marc Roberts, dirigeant des éditions du Seuil, il refuse néanmoins un contrat qui l'obligerait à écrire plusieurs ouvrages - sa première expérience d'écriture l'ayant trop confronté à la solitude. Il part ensuite en Bretagne, où sa mère lui a trouvé un travail d'écrivain à la capitainerie de Lorient, pour laquelle il doit faire le compte rendu d'une saison de pêche de trois mois sur un bateau-usine dans les eaux du grand Nord. À son retour, c'est Le Seuil qui l'envoie en reportage dans les déserts du Maroc, de l'Algérie et de la Tunisie pour un mois et demi. Il monte ensuite à Paris avec son groupe de musique, espérant signer un contrat - ce qui ne se fera jamais. Il se lance alors dans le spectacle en tant qu'intermittent, en décrochant tout d'abord un travail de batteur pour un numéro de L'École des fans, où il accompagne en play-back Dick Rivers.Puis se spécialise dans le travail de musicien de studio avec de nombreuses apparitions télévisuelles aux côtés de Jean-Pierre Mader, Laurent Voulzy, Alain Chamfort, Mory Kanté.

### Carrière d'acteur
En 1986, il remporte le casting du premier rôle (celui de la plante Audrey, dont on n'entend que la voix) de La Petite Boutique des horreurs, une des premières comédies musicales de Broadway montées en France. Remarqué, ensuite, par la directrice de Casting Nathalie Chéron, il entre par ce biais en contact avec Luc Besson, qui lui offre deux petits rôles dans Le Grand Bleu puis Nikita, puis l'invite a le rejoindre au sein de sa maison de production. Le réalisateur du Cinquième Élément l'encourage dans l'enregistrement de voix (voix sur laquelle il débute en remplaçant au pied levé un comédien absent pour le producteur Gérard Laffont). Toujours investi dans la musique (il fait notamment une tournée de Laurent Voulzy), il travaille désormais également pour la publicité (Justin Bridou, pour le réalisateur Jean Becker) ou le jeu vidéo, et participe à deux émissions de la chaîne Canal+ qui débute : Les Guignols de l'info et Groland. Patrick Kuban, la « voix » de Canal+ qu'il côtoie à partir de 1988, le juge « atypique dans le métier en ce sens qu’il est polyvalent. Il peut enregistrer n’importe quoi et c’est très rare. Il possède ce don de s’adapter aux désirs des producteurs ou des financiers. C’est une référence, sa voix fait partie de notre inconscient collectif et c’est pour toutes ces raisons qu’il dure depuis trente ans ! »
Il crée son premier projet personnel, une cassette intitulée La Banque de mots, dont il envoie 5 000 exemplaires aux producteurs, post-producteurs et techniciens afin qu'ils puissent l'utiliser pour leurs émissions. Producteur, il lance une collection de contes intitulée Papa te raconte et participe également a des émissions emblématiques de documentaires telles que Vu sur Terre (France 5) ou de télé-réalite comme Bienvenue chez Nous (TF1). Musicien, il sort son premier album en 1995.
Capable d'interpréter des voix tantôt profondes et douces, tantôt survoltées, il fait partie des premières voix de jeu vidéo, notamment chez Ubisoft avec la saga Rayman.
En 2015, il assiste à une convention à Lille qui lui fait prendre conscience de l'impact de son travail auprès de la communauté « geek », ce qui l'amène dès lors à participer à de nombreux événements similaires,.
En octobre 2017, cherchant à créer de l'engouement autour du jeu Hearthstone, dont il double le personnage de l'aubergiste, il révèle involontairement l'apparence et le nom d'une future carte du jeu ; le studio Blizzard Entertainment le remplace au mois d'avril 2018, la communauté francophone s'émouvant d'une mise à l'écart que de Garrigues attribue à son erreur de l'année précédente. La même année, il compte à son actif plus de 45 000 voix doublées dans sa carrière.
Il fonde l'association « lesvoix.fr », regroupant deux cents professionnels et travaillant à régir le métier de comédien de doublage.

## Filmographie

### Cinéma
- 1988 : Le Grand Bleu : le super-intendant de la plateforme pétrolière
- 1990 : Nikita : un policier
- 1991 : L'Entraînement du champion avant la course
- 1999 : Cruel été
- 2001 : Bob le braqueur
- 2002 : L'Abominable malédiction du peintre Gray
- 2003 : La Petite feuille
- 2004 : Dans tes rêves
- 2004 : Le Père Noël et la clef d'or (film promotionnel E.Leclerc)
- 2005 : Zooloo
- 2014 : Petit traité de l'infidélité de Kenza Braiga - Vas-y, accouche !!! de Farid Dms Debah
- 2015 : Le Grand Tout de Nicolas Bazz[6]

### Web-série
- 2018-2024 : Noob : Edmond Score/Master Pong (saisons 9 à 11 + Les Arcanes Ultimes)
- 2021 : Joueur du Grenier - Daikatana : Le conteur
- 2023 : Inoxtag - Qui sont les Serials Killers?! (Le plus gros Loup-Garou de France) #1 / #2 : Commissaire

## Doublage

### Cinéma

#### Films
- 2010 : Arthur 3 : La Guerre des deux mondes : le narrateur
- 2015 : Le Hobbit : Le Retour du roi du Cantal : Belledor (Eric Mons) (voix)

#### Films d'animation
- 2017 : Drôles de petites bêtes : le père Pétard (création de voix)
- 2023 : Nimona : l'annonceur de la cérémonie d'adoubement et la voix off de la pub "Le jeu dont tu es le héros"
- 2024 : Haikyū!! : La Guerre des poubelles : Yasufumi Nekomata[7]

### Télévision

#### Séries d'animation
- 2012-2021 : Les Mystérieuses cités d'or : Zarès et Ambrosius[8] (création de voix)
- 2014[9] : Haikyū!! : Yasufumi Nekomata[10]
- 2014-2016 : La Chouette et Cie : le phasme et le putois (création de voix)
- depuis 2015 : Grizzy et les Lemmings : Grizzy (création de voix)
- 2016-2018 : Pipas & Douglas : Pipas (création de voix)
- 2019 : Apollon le grillon et les drôles de petites bêtes : Krypton et le père Pétard (création de voix)
- 2020 : Tib et Tatoum : ? (création de voix)
- depuis 2020 : Helluva Boss : le démon
- 2021 : Ranking of Kings : Zokku

### Web-série
- 2015-2016 : Transformice - The Cartoon Series : Banzaï, Fatale, Trix, Brutus, Red et Blue, Noob
- 2020 : Fairy Christmas : Narrateur, voix (épisode Carnage du troisième âge)[11]
- 2023 : Return to Zootopia : Le Père de Miles Walker (doublage français sur la chaîne de AfterDarkFestival)

### Sagas MP3
- 2022 : Reflets d'acide - Saison 2, Épisode 1 : Roi elfe[12]
- 2022-2023 : La Mémoire Arrangée : Pierrig Maurisme

### Jeux vidéo
- 1994-1997 : ADI (versions 2, 4 et 5[réf. nécessaire]) : Adi[4]
- 1994 : Inferno : le commandant
- 1994 : Little Big Adventure : le narrateur
- 1996 : Adibou 2 : Robitoc, Kikook, Bouzigouloum, la radio, le présentateur TV
- 1996 : Pyjama Sam : Héros de la nuit : ?
- 1997 : Atlantis : Secrets d'un monde oublié : Meljanz, des soldats
- 1997 : Clueur : ?
- 1997 : Little Big Adventure 2 : le narrateur
- 1997 : Oddworld : l'Odyssée d'Abe : Abe[4]
- 1997 : Playtoons : ?
- 1997 : Pouce-Pouce voyage dans le temps : Monsieur Piaf
- 1998 : Hexplore : ?
- 1998 : Oddworld : l'Exode d'Abe : Abe
- 1999 : Atlantis II : Ten
- 1999 : Hype: The Time Quest : Talbot
- 1999 : Rally Championship 2000 : le narrateur des menus
- 1999 : Rayman 2: The Great Escape : Globox, les Ptizêtres[4], Sssssam le serpent
- 1999 : Rayman Accompagnement scolaire : Rayman (chansons)
- 1999 : The Longest Journey : Brian Westhouse, l'homme-taupe prisonnier, le flic acteur, le charlatan
- 1999 : Star Wars, épisode I : La Menace fantôme : voix additionnelles
- 1999 : Tonic Trouble : ?
- 1999 : X-Wing Alliance : Galin Azzameen
- 2000 : Gunman Chronicles : ?
- 2000 : Diablo 2 : le druide et voix additionnelles
- 2000 : Star Wars : Le Maître des Maths : Z-P70
- 2001 : Adibou 3 : voix additionnelles
- 2001 : Adibou et l'Ombre Verte : Kikook
- 2001 : The Thing : ?
- 2001 : Battle Realms : Shinja
- 2001 : Star Wars: Galactic Battlegrounds : des stormtroopers
- 2001[13] : Le Club des cinq : Le Mystère des catacombes : Pierre Raynal
- 2002 : Warcraft III: Reign of Chaos (première VF) : Uther, le féticheur, le chevaucheur de wyverne, le chevaucheur de griffon
- 2002 : P'tit Louis contre le terrible Dr. Blick : le professeur Météor, l'égyptien, le péruvien, Maître Ming, l'écossais et le fantôme du château
- 2003 : Midtown Madness 3 : voix diverses
- 2003 : Adibou et le Secret de Paziral : Tiltili, Bizbi, Paziral, Picabol, Ori, les robots
- 2004 : Adibou et les Voleurs d'énergie : Bizbi et l'antagoniste
- 2004 : Péril sur Akryls : ?
- 2004 : Leisure Suit Larry: Magna Cum Laude : Leopold
- 2004-2018 : World of Warcraft[2] : Muradin Barbe-de-bronze
- 2005 : Coffee or not Coffee : ?
- 2005 : Psychonauts : Napoléon Bonaparte, des escargots
- 2005 : Crash Tag Team Racing : Stew
- 2006 : Anno 1701 : Amin Sahir
- 2006 : Dark Messiah of Might and Magic : Arantir
- 2006 : Namoos - Duel sanglant et Namoos - Partie de pêche : ?
- 2006 : The Elder Scrolls IV: Oblivion : Martin Septim
- 2006 : L'Âge de glace 2 : Diego
- 2007 : Colin McRae DiRT : Jason Plato (la voix dans les menus).
- 2007 : Transformers : Le Jeu : Starscream
- 2007 : Lucky Luke : Terreur sur Black Jack City : le narrateur, le sénateur, Sam, Joe, William, Jack, Jolly Jumper, le vautour
- 2007 : Anno 1701 : La Malédiction du dragon : le conseiller municipal
- 2008 : Fallout 3 : Colin Moriarty
- 2008 : Crash : Génération Mutant : Dr Nitrus Brio
- 2008 : Nikopol : La Foire aux immortels : un garde
- 2008 : Far Cry 2 : Docteur Leon Gakumba
- 2008 : Tom Clancy's EndWar : le major Alexei Noskov
- 2009 : Divinity II : voix aditionnelles
- 2009 : The Lapins Crétins : La Grosse Aventure : voix additionnelles
- 2009 : Transformers : La Revanche : Starscream
- 2009 : World in Conflict : Soviet Assault : Lieutenant Romanov
- 2009 : L'Âge de glace 3 : Le Temps des dinosaures : Diego
- 2009 : Assassin's Creed II : voix additionnelles
- 2010 : Assassin's Creed Brotherhood : voix additionnelles
- 2010 : Divinity II The Dragon Knight Saga : voix additionnelles
- 2011 : Portal 2 : l'annonceur, les tourelles défectueuses
- 2012 : Diablo 3 : le bandit[4]
- 2012 : Game of Thrones : Le Trône de fer : Arwood Harlton
- 2012 : L'Âge de glace 4 : La Dérive des continents - Jeux de l'Arctique : Diego
- 2013 : Skylanders: Swap Force : Snagglescale
- 2014-2018 : Hearthstone : l'aubergiste[4] (1re voix)
- 2015 : Heroes of the Storm : Muradin Barbe-de-bronze, Gazleu
- 2016 : League of Legends : Kled, Heimerdinger, Wukong, Rammus[4]
- 2017 : Crash Bandicoot: N. Sane Trilogy : Dr Nitrus Brio
- 2017 : Assassin's Creed Origins : voix additionnelles
- 2018 : FIFA 19 : le présentateur lors de l'interview de Terry Williams
- 2019 : StarFlint : The Black Hole Prophecy : voix additionnelles
- 2019 : Crash Team Racing: Nitro-Fueled : Stew
- 2020 : Crash Bandicoot 4: It's About Time : Dr Nitrus Brio
- 2020 : DiRT 5 : AJ
- 2022 : Adibou : Kikook, Bouzigouloum, voix additionnelles[14],[15],[4],[5],[16],[17],[18]
- 2024 : Final Fantasy VII Rebirth : voix additionnelles

## Voix off

### Habillage
- Radio Classique[2](depuis 2005[réf. nécessaire])
- Radio Vinci Autoroutes[2]
- AirZen Radio[19]
- TV Doo (depuis 2019)
- Comédie+
- Certains épisodes de la série Histoire de Guerre de la chaîne YouTube Mamytwink

### Publicités
- « La Ligue 1 avec Parions Sport » sur Canal +[2]
- Voix de l'ordinateur de bord pour la publicité Seat avec Lara Croft
- « Trésors » de Kellogg's[2]
- Tic Tac
- Célébrateur des 10 ans d'Esperia[20].
- Briefings de missions de la campagne La Geste de la fin des Temps du jeu de rôle Knight.
- Voix officielle des publicités Land Rover France.
- Ben & Jerry's
- Actual
- Cofidis (2024)
- De'Longhi (2024)
- Mirogolo et Tic Tac Boum Color Flash (Goliath Games) (2024)
- 1, 2, 3 Pare-brise (2025)

### Documentaires
- 1997 : L'esprit animal (5 x 26 minutes, Léo Productions, La Cinquième)
- 1994-1998 : Passions d'enfants (8 x 26 minutes, Boréales, La Cinquième, Canal J, TFO, TVOntario)
- 1998 : Le monde merveilleux des animaux (Série de documentaires de 26 minutes édités par Disney)
- 2005 : L'Empire romain (Gedeon Programmes, France 5, NHK)
- 2007 : Les Aventuriers de l'île planète (France 3, Prodom)
- 2012 : Sauvés de l'extinction (FL Concepts & Co, France Télévisions)
- 2013 : Les Rois de France (Série de 30 documentaires, Mérapi production, BNF, Les cahiers de l'histoire)
- 2014 : L'eau ne tombe pas du ciel (Réalisation : Léo Bigiaoui / Henry Tidy / Julia Bourgon / Cosma Tambaktis)
- 2015 : La folle histoire des Chevaliers du Fiel (Réalisation : Aurélie Condou)
- 2019 : Dans Les Parties Radioactives De Tchernobyl[21] (Mamytwink)
- 2021 : Le soldat le PLUS JEUNE de la Seconde Guerre mondiale (6 ans)[22] (Mamytwink)
- 2022 : Les épaves oubliées du débarquement de Normandie[23] (Mamytwink)
- 2022 : Constructions animales (Arte) [24] (Arte Family)

- 2023 : L'étrange histoire de Pyramiden, la ville fantôme du pôle Nord (ex-URSS)[25] (Mamytwink)
- 2024 : Nixon, Scandale et Démission (Pedonculetv)[26]

### Émissions
- 1997-2018 : Les Guignols de l'info
- Depuis 1999 : Groland[27]
- De 2012 à août 2018 : Bienvenue chez nous[28] (Narration)
- 2019-2020 : Fort Boyard (narration des histoires des Maîtres du Temps et de Mégagaf)
- Depuis 2021 : Podcast Story (Narrateur régulier)[29]
- 2023 : KCX3 (narration des vidéos d'annonces effectuées par la structure Karmine Corp)
- 2023 : Rétrospective Fallout 3 (Mémoires de la Terre du Milieu) Colin Moriarty[30]

### Livres audio
- 2018 : Les Explorations Nocturnes écrit par les membres de la chaîne Youtube Mamytwink[31]
- 2019 : Witch Memory : Kâkakâka (bande dessinée audio)
- 2021 : Noara : la dernière lune de Jérémy FILALI et Jules THIESSART